# Františka Stránecká

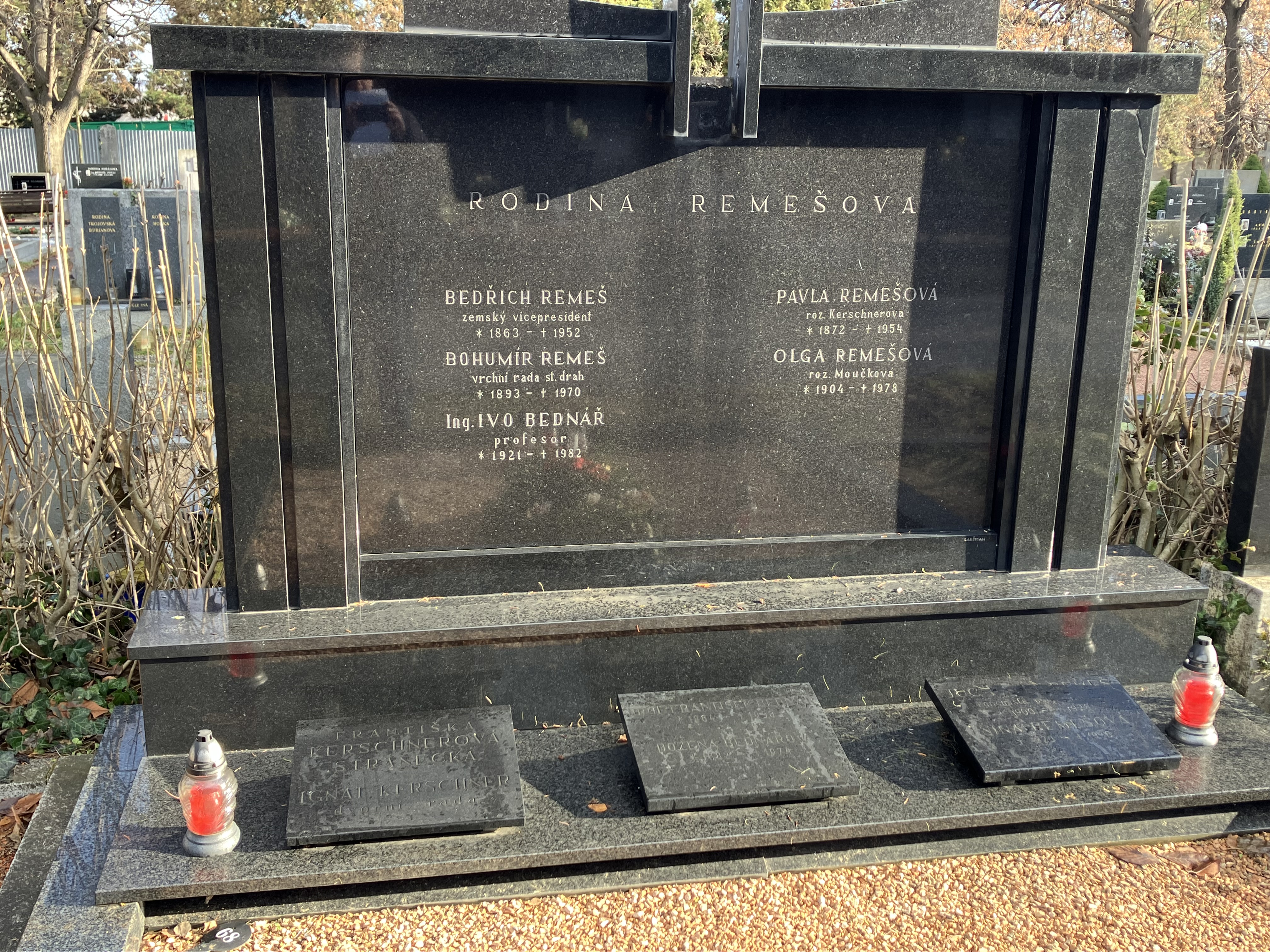
Hrob Františky Stránecké, náhrobní kámen na snímku zcela vlevo

Františka Stránecká, vlastním jménem Františka Antonie Kajetána Kerschnerová (9. března 1839 Velké Meziříčí – 27. května 1888 Brno) byla moravská spisovatelka a sběratelka lidového umění.

## Biografie
Františka Stránecká (rodným jménem Všetečková) se narodila 9. března 1839 ve Velkém Meziříčí v rodině zdejšího purkrabího Františka Všetečky. Mládí prožila na zámku v nedaleké Stránecké Zhoři. Podle této vesničky si zvolila svůj pseudonym Stránecká. V šestnácti letech, 2. září 1855, se v Netíně provdala za soudního adjunkta Ignáce Kerschnera a s ním procestovala Uhry a Slovácko. Od roku 1874 žili manželé v Brně. 
Ve svých povídkách zachytila moravské Horácko od Jihlavy po Znojmo. Stránecká je známá také jako sběratelka moravských pohádek a folklóru, byla nazývaná moravská Božena Němcová. Její dílo je důležitým pramenem pro poznání západomoravského folklóru 19. století, především obsahuje záznamy zvyků a obřadů celého roku. Tím významnou měrou přispěla k zachování zvyků, zejména vánočního období. Výbor z jejích pohádek vyšel naposledy v Brně roku 1992 pod titulem Moravské národní pohádky.
Františka Stránecká zemřela ve věku 49 let 27. května 1888 v Brně a je pohřbena na Ústředním hřbitově tamtéž, sk. 5/hr. 68. Její hrob označuje náhrobní kámen, který je součástí hrobky jejího zetě, Bedřicha Remeše.

## Díla
- Dva Štědré večery
- Moravské národní pohádky
- Některé črty (1885)
- Pohádky moravské (1874)
- Z našeho lidu (1882)
- Z pohoří moravského (1886)